# 骨髓增生异常综合征
骨髓增生异常综合征（myelodysplastic syndrome，MDS）又称骨髓發育不良症候群、骨髓生成不良症候群、骨髓化生不良症候群，是一组起源于造血干细胞或祖细胞的异质性髓系克隆性肿瘤疾病。
MDS的主要临床特征是髓系细胞发育异常（病态造血、无效造血），导致难治性单系、多系血细胞减少，骨髓呈增生状态而外周血细胞减少，可为单纯贫血，或白细胞减少，或血小板减少，或两系血细胞减少，或全血细胞减少。MDS具有高风险进展转化成急性髓系白血病（AML）。
MDS腫瘤細胞並不會轉為成熟血球細胞。患病初期一般沒有症狀。疾病晚期症狀包含疲勞、呼吸困难、易出血，並會增加感染風險。有些型別甚至會進展到急性骨髓性白血病。
風險因子包含過去曾接受過化療或放療、曾經接觸過某些特定的化學物質，如吸菸、農藥、苯、汞或鉛等。血球組成的改變可能會引起紅血球、血小板，或白血球減少。有些型會導致骨髓或周邊血的不成熟芽細胞增加。MDS的分型可透過周邊血檢和骨髓血球檢查的特定變化而定。
治療方法包含支持療法、藥物療法，以及骨髓移植。支持療法包含輸血、刺激紅血球生成，和使用抗细菌药。治療藥物包含來那度胺、抗胸腺球蛋白，以及阿扎胞苷等等。有些病患可透過化学疗法後的骨髓移植治癒。
約100,000有7人罹患MDS，新發病例則約每年每100,000人4例。發病年齡大約再70歲上下。症狀需視受影響細胞種類、血中芽細胞數量，以及染色體變化程度而定。該病診斷後的平均存活年份約為2.5年。該病最早於1900年代首次發現，而今名則於1976年開始使用。

## 分型

### FAB（法、美、英）分型
在1974与1975年，一组来自法国、美国和英国的病理学家将这种疾病首次进行了分型。这种FAB分型法于1976年发布并于1982年修订。病例分成五类：（ICD-O代码提供）
| ICD-O   | 名称                                           | 特点 |
| ------- | ---------------------------------------------- | --- |
| M9980/3 | RA（顽固性贫血）                               | 骨髓原始细胞<5%，外周血原始细胞<1%，以贫血为主，慢性恶变率介于5%-15%之间。                                                        |
| M9982/3 | RARS（环形铁粒幼细胞性顽固性贫血）             | 骨髓原始细胞<5%，外周血原始细胞<1%，但“环形铁粒幼细胞”>全髓有核细胞15%，以贫血为主，慢性恶变率介于5%-15%之间。                    |
| M9983/3 | RAEB（顽固性贫血伴原始细胞增多）               | 骨髓原始细胞介于5-20%之间，外周血原始细胞<5%，全血减少，肝脾大恶变率40%。                                                         |
| M9984/3 | RAEB-t（顽固性贫血伴原始细胞增多转变型）       | 骨髓原始细胞介于21-30%之间（急性骨髓性白血病被定义为>30%），外周血原始细胞>=5%，幼粒细胞出现Auer小体，全血减少，肝脾大恶变率60%。 |
| M9945/3 | CMML（慢性粒-单核细胞性白血病），不要与CML混淆 | 骨髓原始细胞<20%，且单核细胞 （一种白细胞）在外周血循环中大于1000 * 109/uL，以贫血为主，肝脾大恶变率30%.                          |

这些表格来源于克利夫兰诊所，并且加入了来自内科学的资料，顽固性贫血也被部份教科书称作难治性贫血。

### WHO（世衛）分型
在20世纪90年代末，一些病理学家和临床医生根据世界卫生组织（WHO）的相关资料进行了分型。这些资料引入了一些新的疾病种类。最近，世卫组织已产生了新的分类方案（2008年），更多的是基于对遗传学的研究。但是，在分析细胞在外周血的形态方法中，骨髓穿刺和骨髓活检是最常用用。
根据WHO的分型：
| 旧分型                                   | 新WHO系统 |
| ---------------------------------------- | --- |
| RA（顽固性贫血）                         | 顽固性血细胞减少与非同种不典型增生（顽固性贫血，顽固性中性粒细胞减少和顽固性血小板减少症）。 |
| RARS（环形铁粒幼细胞性顽固性贫血）       | 环形铁粒幼细胞性顽固性贫血（RARS） 顽固性贫血伴环形铁粒幼细胞-血小板增多（RARS-t），它在本质上是一个骨髓增生性疾病，通常有JAK2突变（Janus激酶）——2008年新的WHO分类                                      |
|                                          | RCMD（顽固性细胞减少伴多系增生异常）包括顽固性细胞减少伴多系增生异常和环形铁粒幼细胞（RCMD-RS）的子分型。RCMD包括但不限于红细胞（即著名的白色细胞前体和血小板前体（巨核细胞）发育异常患者的病理变化）。 |
| RAEB（顽固性贫血伴原始细胞增多）         | 包括顽固性贫血伴原始细胞增多I型和II型。 |
| RAEB-t（顽固性贫血伴原始细胞增多转变型） | RAEB-t的类别已经被淘汰，这样的患者现在被认为是急性白血病（AML）。 |
| CMML（慢性粒-单核细胞性白血病）          | CMML是从骨髓增生异常综合征中发展处的一个新的类别。 |
|                                          | 5q-综合征，仅有5号染色体长臂缺失的RA独立称作5q-综合征。 |
|                                          | 骨髓增生异常未能分类（u-MDS）（这种情况一般是由于巨核细胞发育不良、纤维化或其他因素导致）。 |
|                                          | 儿童性顽固性血细胞减少（在童年发育不良所致） ——2008年新的WHO分类 |

并非所有的医生都同意与这个新的分类，这是因为相关的疾病的病理还不是很清楚。

### MDS未能分类（u-MDS）
WHO提出的诊断标准和分类的MDS适用于大多数情况。然而，少数情况下还是难以进行分类。

## 症状和体征

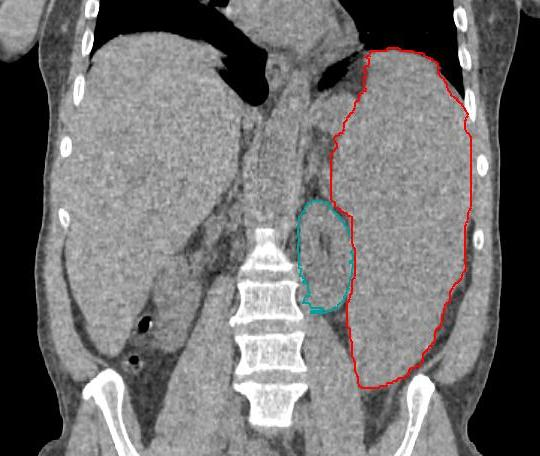
CT扫描冠状面：脾脏肿大、骨髓增生异常综合征。脾为红色，左肾为绿色。

MDS确诊的患者的平均年龄是60至75岁，有少数患者是50岁以下的，患MDS的儿童很罕见。患者中，男性略多，发病率高于女性。症状和体征是非特异性的，一般表现为全血细胞减少，但骨髓增生活跃：
- 贫血
- 中性粒细胞减少
- 血小板减少[8]

许多人是无症状的，通常得靠血液检测才能发现问题：
- 中性粒细胞减少，贫血和血小板减少
- 脾肿大，可能伴有肝肿大
- 颗粒细胞异常；
- 染色体异常。

该疾病有很大几率会导致发展成为急性骨髓性白血病，这是一个众所周知的白血病，所以骨髓增生异常一旦发现要及时治疗。

## 病理生理学
原发性MDS病因未明，可能与遗传物质的突变有关。
继发性MDS可能由于患者接触烷化剂、放射性物质、有机毒物等因素导致。

### 遗传学
正确的DNA甲基化是调节细胞增殖的关键因素，DNA甲基化失控可导致细胞生长失控，血细胞减少。
一些学者提出线粒体在不断复制中随着时间的推移可能会有功能损失，导致的积累DNA突变发生在在造血干细胞上，这也MDS的发病率在老年人中增加的可能原因。

## 诊断

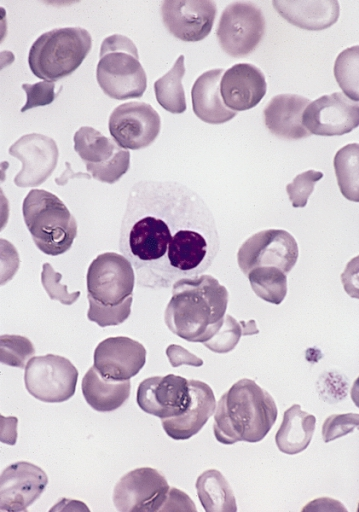
霍奇金病中的骨髓增生异常综合征，来源为成年女性血液涂片

MDS必须与中性粒细胞减少、贫血和血小板减少之类的疾病作鉴别诊断。比如再生障碍性贫血、PNH、巨幼细胞贫血、慢性骨髓性白血病等。
一般而言，排除其他原因的全血细胞少症，以及骨髓的不典型增生，往往可以诊断为骨髓增生异常综合征。

## 治疗
- 支持治疗
- 促造血治疗
- 联合化疗
- 诱导分化治疗
- 造血干细胞移植

目前唯一能治愈MDS的办法是采用异基因造血干细胞移植。此种方法还可以用于治疗再生障碍性贫血、淋巴瘤、白血病等。其余方法（如阿扎胞苷、地西他滨治疗）大多只能缓解症状。